# Dropped Frames Vol. 2
Dropped Frames Vol. 2 è il terzo album in studio del rapper statunitense Mike Shinoda, pubblicato il 31 luglio 2020 dalla Kenji Kobayashi Productions.

## Tracce
1. Transitions – 2:59
2. Crystalina – 3:30
3. Julio's Revenge – 1:49
4. Isolation Bird (feat. Money Mark) – 3:03
5. Side Scrolling – 3:24
6. Dungeon Crawler – 1:33
7. Dog Whistles – 2:14
8. Astral (feat. Elise Trouw) – 2:24
9. Sunset Drive – 2:39
10. Channeling Pt. 2 (feat. Dan Mayo) – 2:30
11. King Paprika – 2:22
12. Party Meow – 1:44

## Formazione
- Mike Shinoda – strumentazione, produzione
- Money Mark – strumentazione (traccia 4)
- Elise Trouw – batteria (traccia 8)
- Dan Mayo – batteria (traccia 10)